# Sigrid Corneo
Sigrid Teresa Corneo (Lecco, 27 aprile 1971) è una dirigente sportiva ed ex ciclista su strada italiana naturalizzata slovena, professionista dal 1999 al 2010.

## Carriera
Debutta nel 1991 e passa al professionismo nel 1999. Nel 2007 decide di iniziare a correre per la Slovenia, terra natia della madre, riuscendo a partecipare alla prova in linea dei Giochi olimpici 2008 a Pechino.
Tra i propri successi conta la maglia verde della classifica scalatori al Giro Donne 1994, alcune vittorie di tappa e il titolo nazionale sloveno del 2009. Ha chiuso la propria carriere nel 2010, entrando in seguito nello staff tecnico del team BePink diretto da Walter Zini (già suo direttore sportivo dal 2000 al 2010).

## Palmarès
- 1996

2ª tappa Giro del Trentino Alto Adige & Sud Tirolo
9ª tappa Tour Cycliste Féminin
- 2004

4ª tappa Vuelta a Costa Rica
- 2005

4ª tappa Vuelta a El Salvador
- 2007

2ª tappa Tour Féminin en Limousin
- 2009

Campionati sloveni, Prova in linea

### Altri successi
- 1994

Classifica scalatori Giro d'Italia

## Piazzamenti

### Grandi Giri
- Giro d'Italia

1993: 14ª
1994: 13ª
1995: 6ª
1996: 6ª
1997: 55ª
1998: ?
1999: 30ª
2003: ?
2006: ?
2007: 19ª
2010: 36ª

### Competizioni mondiali
- Campionati del mondo

Duitama 1995 - In linea Elite: 40ª
Lugano 1996 - In linea Elite: 13ª
Verona 1999 - In linea Elite: 42ª
Varese 2008 - In linea Elite: 77ª
Mendrisio 2009 - In linea Elite: ritirata
- Giochi olimpici

Pechino 2008 - In linea: 49ª